# Ousmane Barro
Ousmane Barro (ur. 7 grudnia 1984 w Dakarze) – senegalski koszykarz, występujący na pozycjach silnego skrzydłowego oraz środkowego, obecnie zawodnik rumuńskiego CS Dinamo Bukareszt.
30 grudnia 2018 dołączył do rumuńskiego CS Dinamo Bukareszt.

## Osiągnięcia
NCAA
- Uczestnik turnieju NCAA (2006–2008)

Drużynowe
- Mistrz Rumunii (2017)
- Wicemistrz Iranu (2011)
- Zdobywca pucharu Rumunii (2017)

Indywidualne
- MVP finałów ligi rumuńskiej (2017)
- Lider TBL w zbiórkach (2009)[2]